# Карр, Джон Марк
Джон Марк Карр (англ. John Mark Karr) — бывший школьный учитель, арестованный в августе 2006 года по подозрению в убийстве Джонбенет Рэмси, шестилетней победительницы детских конкурсов красоты. По результатам генетической экспертизы обвинения с Карра были сняты. В 2010 году стало известно, что он совершил трансгендерный переход, взяв имя Алексис Валоран Рейх (англ. Alexis Valoran Reich).

## Биография
Карр родился в штате Джорджия 11 декабря 1964 года. Часть детства провёл в Атланте, в возрасте 12 лет переехал в Алабаму.
В первый раз женился в 1985 году на 13-летней Квайнтане Шоттс (англ. Quientana Shotts). Спустя год брак был аннулирован, когда Шоттс засвидетельствовала, что Карр принудил её к замужеству угрозами.
В 1989 году Карр женился на 16-летней Ларе Мари Кнутсон (англ. Lara Marie Knutson). Их первые дети, дочери-близнецы, умерли во младенчестве. Позднее у них родились три сына. Впоследствии Лара утверждала, что Карр насильно заставил её забеременеть.
Карр принял решение стать учителем, однако был вынужден постоянно менять места работы из-за жалоб по поводу его отношений с детьми. В 2000 году он покинул педагогический колледж в Алабаме, когда руководство вызвало его на беседу по этому поводу.
В 2001 году Карра арестовали по пяти обвинениям в хранении детской порнографии, он провёл шесть месяцев в заключении. Когда его выпустили на свободу, Карр не явился в декабре 2001 года на судебное слушание и покинул страну. Вторая жена Карра тем временем развелась с ним.
Период с 2001 по 2003 год он провёл в Азии и Западной Европе, с 2004 года жил в Центральной Америке, а с июня 2006 года обосновался в Таиланде. По некоторым данным, в Таиланд Карр прибыл из Малайзии в поисках учительской работы. В зарубежных странах Карр устраивался на различные места работы, связанные с детьми.

## Подозрение в убийстве Джонбенет Рэмси
В 2002 году Карр, использовавший псевдонимы «D» и «Daxis», связался с профессором Майклом Трэйси (англ. Michael Tracey), автором документального фильма об убийстве в 1996 году Джонбенет Рэмси, шестилетней победительницы детских конкурсов красоты. В своих сообщениях Карр продемонстрировал сильное увлечение покойной Джонбенет, а также якобы с симпатией отзывался об отношениях певца Майкла Джексона с детьми. Кроме того, Карр сообщил важные сведения о себе и своих контактах за рубежом. В письмах и в ходе разговоров по телефону Карр сначала сообщил, что был знаком с двумя людьми, совершившими преступление. Затем он стал утверждать, что сам вступил с Джонбенет в сексуальные отношения и неумышленно убил её, потеряв над собой контроль. В апреле 2006 года, когда Карр стал проявлять желание связаться с матерью убитой — Пэтси Рэмси (англ. Patsy Ramsey), а также сообщал о своих отношениях с другими маленькими девочками, Трэйси обратился к следственным органам.

## Оправдание
В августе следствию удалось установить личность Карра и его местонахождение в Бангкоке. 16 августа Карр был арестован. Существует информация, согласно которой он якобы признался тайской полиции, что в 1996 году накачал наркотиками и изнасиловал Джонбенет Рэмси, причём ранее в материалах следствия речи ни о каких наркотиках не было. Репортёрам он сообщил, что любил Джонбенет Рэмси, был с ней в ночь убийства и что её смерть стала результатом несчастного случая. Власти Таиланда экстрадировали Карра в США.
Ранее в деле об убийстве Джонбенет имя Карра не фигурировало, и родственники жертвы сообщили, что этот человек не был им знаком. Проведённая экспертиза установила, что ДНК Карра не соответствует образцам, найденным на белье Джонбенет. Кроме того, родственники обвиняемого представили косвенные доказательства того, что в момент убийства он был вместе с ними в штате Джорджия. 28 августа обвинение в убийстве с Карра было снято.
На непродолжительное время Карр был освобождён из-под стражи, но вскоре его вновь арестовали для экстрадиции в Калифорнию, где он должен был предстать перед судом по обвинениям в хранении детской порнографии. Впрочем, в октябре того же года и это обвинение с него было снято из-за отсутствия доказательств.
В 2010 году СМИ распространили информацию, что Карр сменил пол и имя, став Делайей Алексис Рейч (Delia Alexis Reich). Ещё с 2006 года он начал гормональную терапию, однако, по сведениям New York Daily News, операции по смене пола не делал.